# 에바 가브릴루크
에바 안나 가브릴루크(폴란드어: Ewa Anna Gawryluk, 1967년 12월 13일~)는 폴란드의 배우이다.